# 29 février
Pour les articles homonymes, voir Vingt-Neuf-Février.
29 janvier 29 mars
Chronologies thématiques
- Croisades
- Ferroviaires
- Sports
- Disney
- Anarchisme
- Catholicisme

Abréviations / Voir aussi
- (° 1852) = né en 1852
- († 1885) = mort en 1885
- a.s. = calendrier julien
- n.s. = calendrier grégorien
- Calendrier
- Calendrier perpétuel
- Liste de calendriers
- Naissances du jour

Le 29 février est le 60e jour — dit « intercalaire » — d'une année bissextile du calendrier grégorien — il en reste ensuite 306 — ; et du calendrier julien, dans lequel ce quantième de février n'existe / n'existait que tous les quatre ans (au rythme desdites années bissextiles) de manière plus absolue.
Dans le calendrier grégorien en revanche, malgré ce même rythme quadriennal de principe, on exclut de la bissextilité les millésimes divisibles par 100 mais non par 400, par exemple 1700, 1800, 1900 ; ainsi les années 2000 et 2400 dont ces nombres sont divisibles par 400 avec un quotient entier non décimal sont bissextiles (tout comme 2004, 2008, 2012, 2016, 2020 l'ont été et 2024 puis 2028 devraient l'être), alors que 2100, 2200 et 2300 ne devraient pas en fonction de la règle de (non-)divisibilité par 400.
C'est le dernier jour de l'hiver dans l'hémisphère nord, les années bissextiles.
Le 29 février julien (10 mars grégorien) aura été dédoublé / allongé en Suède d'un 30 février en 1712, et ce 29 deviendrait annuel au même titre que le même 30 février trissextile demeuré unique, en cas de généralisation de l'usage du calendrier universel.
Dans le calendrier républicain / révolutionnaire français, le jour intercalaire ajouté lors des années sextiles ne se situait pas à cette période de l'année mais à l'automne, lors du jour de la Révolution situé au-delà des cinq journées des sans(-)culottides, soit approximativement le lendemain du 21 septembre grégorien.

## Événements

### VIesiècle
- 596 : la décrétion de Childebert est publiée. Inspiré par la reine mère Brunehilde, ce texte organise et modernise la justice et la police en Austrasie (la date exacte de cette publication importante est controversée).

### IXesiècle
- 888 : le comte de Paris, Eudes, est élu roi par ses pairs, les grands seigneurs de la Francie occidentale.

### XVIIIesiècle
- 1704 : raid contre Deerfield, pendant la deuxième guerre intercoloniale.
- 1720 : Ulrique-Éléonore de Suède abdique du trône de Suède.
- 1752 : Alaungpaya accède au trône de Birmanie, fondant la dynastie Konbaung.
- 1768 : sous la menace de la Russie, les patriotes polonais se regroupent dans la confédération de Bar.
- 1796 : proclamation du traité de Jay.

### XIXesiècle
- 1848 : nomination de Jean-Chrysogone Guigue de Champvans en tant que préfet de l'Ain.

### XXesiècle
- 1956 : au Cambodge, Norodom Sihanouk se proclame Premier ministre.
- 1988 : émeutes à Dakar à la suite de la réélection d'Abdou Diouf survenue la veille.
- 2000 : clôture de la conférence internationale sur les marchés émergents africains, organisée notamment par le ministère égyptien des Affaires étrangères.

### XXIesiècle
- 2004 : coup d'État haïtien.
- 2012 :
  - résolution no 2038 du Conseil de sécurité des Nations unies, ayant pour sujet le tribunal international chargé de juger les personnes accusées de violations graves du droit international humanitaire commises sur les territoires de l’ex-Yougoslavie depuis 1991, et du Rwanda et des citoyens rwandais accusés de tels actes ou violations commis sur le territoire d’États voisins entre le 1er janvier et le 31 décembre 1994.
  - résolution no 2039 du Conseil de sécurité des Nations unies, ayant pour sujet la consolidation de la paix en Afrique de l’Ouest.
- 2020 :
  - en Slovaquie, les élections législatives ont lieu, afin de renouveler les 150 députés du Conseil national[1]. C'est le parti anti-corruption Les gens ordinaires et personnalités indépendantes d'Igor Matovič qui remporte le scrutin[2].
  - les États-Unis et les talibans signent un accord de paix devant mettre fin à la guerre d'Afghanistan mais qui aboutira à un échec deux jours plus tard[3].
  - Nuno Gomes Nabiam devient premier ministre de la Guinée-Bissau.
  - Le Luxembourg devient le premier pays au monde à appliquer la gratuité des transports en commun sur l'ensemble de son territoire[4].
- 2024 :
  - En France, Valerie Hayer est nommée tête de liste du parti Renaissance par Emmanuel Macron pour les élections européennes de 2024[5],[6]
  - Durant le salon de l’agriculture de Paris, Marion Maréchal, ancienne députée française et tête de liste pour le parti Reconquête pour les élections européennes de 2024 est aspergée de bière[7],[8].
  - Paul Pogba, footballeur international français, est suspendu quatre ans pour dopage par le tribunal antidopage italien[9],[10].

## Arts, culture et religion
- 1828 : première de l'opéra La Muette de Portici à l’Opéra de Paris, salle Le Peletier.
- 1836 : création de l'opéra Les Huguenots à l’Opéra de Paris, salle Le Peletier.
- 1844 : Naissance du Sapeur Camember, célèbre héros imaginaire du XIXe siècle.
- 1940 : le film Autant en emporte le vent remporte 8 trophées à la cérémonie des Oscars, dont un à Hattie McDaniel (Mamma), qui devient dès lors la première actrice noire à en obtenir.
- 2004 : avec onze trophées, Le Seigneur des anneaux : Le Retour du roi égale Ben Hur (1959) et Titanic (1997) en termes du plus grand nombre d'Oscars remportés par un seul film.
- 2012 : sortie internationale du jeu vidéo français de genre MMORPG Wakfu, édité, développé et distribué par Ankama Games.
- 2024 : sortie internationale du jeu vidéo japonais Final Fantasy VII Rebirth, édité et développé par Square Enix[11].

## Sciences et techniques
- 1504 : Christophe Colomb parvient à intimider les indigènes de Jamaïque et obtenir d'eux des vivres, en prédisant l'éclipse lunaire[12].

## Économie et société
- 1916 : l'ingénieur civil américain Arthur Hale dépose le premier brevet d'un échangeur en trèfle.
- 1960 : un tremblement de terre ravage Agadir, au sud du Maroc. Toute la partie nord-ouest de la ville est détruite, et le bilan officiel fait état de plus de 15 000 victimes.
- 1964 : un Bristol 175 Britannia de la compagnie British Eagle International Airlines, assurant la liaison Londres-Innsbruck, s'écrase contre le mont Glungezer (Autriche), causant la mort de 83 personnes.
- 1968 : un avion Iliouchine 18 de la compagnie United Arab Airlines s'écrase à Assouan, et tue 16 de ses 112 passagers et membres d'équipage.
- 1996 :
  - l'écrasement d'un Boeing 737 de la Faucett, au sud du Pérou, tue les 117 passagers et 6 membres d'équipage ;
  - la collision entre un autocar et une voiture fait 29 morts et 18 blessés à Bailén, Espagne.
- 2000 :
  - en Iran, début du procès de vingt policiers impliqués dans une intervention musclée dans un dortoir de l'université de Téhéran, en juillet 1999, qui avait déclenché une série de manifestations étudiantes et d'émeutes ;
  - un garçon de six ans tue par balle une fillette de son âge, Kayla Rolland, dans une école du Michigan, aux États-Unis ;
  - dans le cadre de l'affaire Dumas, Roland Dumas, mis en examen, démissionne de la présidence du Conseil constitutionnel.

## Naissances

### XVesiècle
- 1468 : Paul III (Alessandro Farnese), 220e pape de l'Église catholique († 10 novembre 1549).

### XVIesiècle
- 1576 : Antonio Neri, maître-verrier italien († 1614).

### XVIIesiècle
- 1672 : Joseph de Thomas de La Valette, officier de marine et aristocrate français († 19 janvier 1744).
- 1684 : Ferdinand-Joseph de Cupis Camargo, violoniste et maître à danser († 19 mars 1757).
- 1696 : Esprit Antoine Blanchard, musicien et compositeur français († 10 avril 1770).

### XVIIIesiècle
- 1708 : Louis Charles du Chaffault de Besné, lieutenant général des armées navales français († 27 juin 1794).
- 1744 : Jean Louis de Viefville des Essarts, avocat au Parlement de Paris, Conservateur des Eaux et Forêts († 13 décembre 1820).
- 1784 : Leo von Klenze, architecte allemand († 27 janvier 1864).
- 1788 : Anne Wellesley, aristocrate britannique († 19 mars 1875).
- 1792 : Gioachino Rossini, compositeur italien († 13 novembre 1868).

### XIXesiècle
- 1804 : Antoine Plamondon, peintre québécois († 4 septembre 1895).
- 1828 : Eudoxie Allix-Dubruel, professeure de musique et de chant française († 13 août 1891).
- 1848 : Arthur Giry, historien français, acteur de l'affaire Dreyfus († 13 novembre 1899).
- 1860 : Herman Hollerith, ingénieur américain, inventeur et créateur d'IBM († 17 novembre 1929).
- 1868 : Victor Bernier, pharmacien et homme politique français, maire d'Angers et président de Conseil général de Maine-et-Loire († 24 février 1952).
- 1876 : Léon Johnson, tireur sportif français († 2 janvier 1943).
- 1880 : Louis Rustin, inventeur français de la rustine († 19 juin 1954).
- 1884 : 
  - René Bonnel, éditeur français († 4 septembre 1975).
  - Frederick Grace, boxeur britannique, champion olympique des légers en 1908 († 23 juillet 1964).
- 1888 : Domenico Tardini, cardinal italien, secrétaire d'État du Vatican († 30 juillet 1961).
- 1892 : Augusta Savage, sculptrice américaine, figure du mouvement Renaissance de Harlem († 26 mars 1962).
- 1896 : William A. Wellman, réalisateur de cinéma américain († 9 décembre 1975).

### XXesiècle
- 1904 : Jimmy Dorsey, musicien et chef d’orchestre américain († 12 juin 1957).
- 1908 :
  - Balthus (Balthasar Kłossowski dit), peintre figuratif français († 18 février 2001).
  - Dee Brown, romancier et historien américain († 12 décembre 2002).
- 1912 : Marcel Cabon, écrivain mauricien († 31 janvier 1972).
- 1916 : Dinah Shore, chanteuse, actrice et animatrice de télé américaine († 24 février 1994).
- 1920 : 
  - David Lloyd, ténor et pédagogue américain († 8 février 2013).
  - Michèle Morgan (Simone Roussel dite), actrice française († 20 décembre 2016).
  - Ivan Ivanovitch Petrov, basse soviétique d'origine allemande († 26 décembre 2003).
- 1924 : 
  - Albert Augier, acteur et doubleur vocal français († 2 février 2007).
  - Andrzej Maria Deskur, cardinal polonais, préfet émérite du Conseil pour les communications sociales († 3 septembre 2011).
  - Willibald Sauerländer, historien de l'art allemand († 18 avril 2018).
  - Pierre Sinibaldi, joueur et entraîneur de football français († 24 janvier 2012).
- 1928 : 
  - Joss Ackland (Sidney Edmond Jocelyn Ackland dit), acteur britannique († 19 novembre 2023).
  - Ivan Bohdan, lutteur ukrainien, champion olympique († 25 décembre 2020).
  - Aurèle Ferlatte, syndicaliste canadien († 11 juin 2022).
  - Seymour Papert, mathématicien, informaticien et éducateur sud-africain et américain († 31 juillet 2016).
  - Tempest Storm, star du burlesque et actrice américaine († 20 avril 2021).
- 1932 : 
  - Masten Gregory, pilote automobile américain de Formule 1 († 8 novembre 1985).
  - Youri Bogatikov, chanteur soviétique puis ukrainien († 8 décembre 2002).
- 1936 : 
  - Claude Collard, footballeur belge († 25 mars 2017).
  - Jack Lousma, astronaute américain.
  - Henri Richard, joueur de hockey québécois, frère de Maurice Richard († 6 mars 2020).
  - Alex Rocco, acteur américain († 18 juillet 2015).
- 1940 : 
  - Bartholomée Ier de Constantinople, primat de l'Église orthodoxe de Constantinople.
  - René Beaumont, homme politique français.
- 1944 : 
  - Danielle Auroi, femme politique française, députée européenne.
  - Paolo Eleuteri Serpieri, auteur de bandes dessinées italien.
  - Dennis Farina, acteur et producteur américain († 22 juillet 2013).
- 1948 : Gérard Darmon, acteur et chanteur français.
- 1952 : Raúl González Rodríguez, athlète mexicain, champion olympique de marche athlétique.
- 1956 : Aileen Wuornos, tueuse en série américaine († 9 octobre 2002).
- 1960 :
  - Guy Hascoët, homme politique français.
  - Khaled (Khaled Hadj Ibrahim dit), chanteur algérien.
  - Anthony Robbins, écrivain américain.
  - Carsten Bunk, rameur d'aviron est-allemand, champion olympique.
  - Daniel Armand Daoust, dit Dan Daoust, joueur professionnel canadien et québécois de hockey sur glace.
- 1964 : 
  - Ola Lindgren, handballeur suédois.
  - Larisa Peleshenko, athlète russe lanceuse de poids.
  - Henrik Sundström, joueur de tennis suédois.
- 1968 : Sergueï Bebechko, joueur de handball et entraîneur ukrainien, champion olympique.
- 1972 :
  - Philippe Cura, acteur français.
  - Iván García, athlète cubain spécialiste du sprint.
  - José de la Línea, guitariste de flamenco franco-espagnol.
  - Sylvie Lubamba, actrice et animatrice de télévision italienne.
  - Géraldine Maillet, réalisatrice et scénariste française.
  - Antonio Sabato, acteur américain.
  - Pedro Sánchez, homme politique espagnol.
  - Ruth Baza, écrivaine, ancienne correspondante et photographe espagnole.
  - Dave Williams, chanteur américain du groupe Drowning Pool († 14 août 2002).
  - Saul Williams, poète, écrivain, acteur et rappeur américain.
- 1976 : 
  - Katalin Kovács, kayakiste hongroise de course en ligne.
  - Sugar Sammy, humoriste canadien.
- 1980 : 
  - Simon Gagné, joueur de hockey sur glace professionnel québécois.
  - Laurent Louis, homme politique belge.
  - Taylor Twellman, footballeur américain.
  - Michaíl Mouroútsos, taekwondoïste grec, champion olympique.
- 1984 : 
  - Darren Ambrose, footballeur anglais.
  - Laura Asadauskaitė-Zadneprovskienė, pentathlonienne lituanienne, et championne olympique à Londres en 2012.
  - Olga Bołądź, actrice polonaise.
  - Ionuț Gheorghe, boxeur roumain.
  - Rica Imai, actrice japonaise.
  - Cullen Jones, nageur américain.
  - Daniel Lawitzke, rameur allemand.
  - Núria Martínez, joueuse de basket-ball espagnole.
  - Hélio Pinto, footballeur portugais.
  - Pierre Pourtalet, joueur de volley-ball français.
  - Nicolaas Pretorius, joueur de rugby sud-africain.
  - Rakhee Thakrar, actrice britannique.
  - Karen Thatcher, joueuse de hockey sur glace américaine.
  - Arnaud Valois, acteur français.
  - Anna Vanhatalo, joueuse de hockey sur glace finlandaise.
  - Cam Ward, joueur canadien de hockey sur glace.
  - Radik Zhaparov, sauteur à ski kazakh.
- 1988 : 
  - Hanne Haugen Aas, joueuse de volley-ball norvégienne.
  - Mikel Balenziaga, footballeur espagnol.
  - Reilly Dolman, acteur canadien.
  - Fabiano, footballeur brésilien.
  - Lena Gercke, mannequin allemand.
  - Scott Golbourne, footballeur anglais.
  - Benedikt Höwedes, footballeur allemand.
  - Milan Melindo, boxeur philippin.
  - Hannah Mills, skipper britannique.
  - Viktor Prodell, footballeur suédois.
  - Bob Sanguinetti, joueur de hockey sur glace canadien.
  - Blaine Scully, joueur de rugby américain.
  - Stefania Tarenzi, footballeuse italienne.
  - Laurien Van den Broeck, actrice belge.
  - Hamza Ziad, footballeur algérien.
- 1992 : 
  - Alex Allan, joueur de rugby britannique.
  - Stefan Crichton, joueur de baseball américain.
  - Jaouad El Yamiq, footballeur marocain.
  - Niclas Huschenbeth, joueur d'échecs allemand.
  - Eric Kendricks, joueur américain de football américain.
  - Perry Kitchen, footballeur américain.
  - Jessica Long, nageuse handisport américaine.
  - Payam Sadeghian, footballeur iranien.
  - Saphir Taïder, footballeur algérien.
  - Jessie Usher, acteur américain.
- 1996 :
  - Nelson Asofa-Solomona, joueur de rugby néo-zélandais.
  - Korede Bello, chanteur nigérian.
  - Jonas Kløjgård Jensen, athlète danois.
  - Ofelia Malinov, joueuse de volley-ball italienne d'origine russe.
  - Reece Prescod, athlète anglais.
  - Laura Ruggieri, archère française.
  - Rhizlane Siba, athlète marocaine.
- 2000 :
  - Jordan Rezabala, footballeur équatorien.
  - Ferran Torres, footballeur espagnol.
  - Hugo Vetlesen, footballeur norvégien.
  - Jesper Lindstrøm, footballeur danois.
  - Tyrese Haliburton, joueur de basketball américain.

### XXIesiècle
- 2004 : 
  - Abdukodir Khusanov, footballeur ouzbek.

## Décès

### Xesiècle
- 992 : Oswald de Worcester, archevêque d'York.

### XVIesiècle
- 1592 : Alessandro Striggio, compositeur italien (° v. 1540)
- 1596 : Philippe Rogier, compositeur espagnol (° 12 mars 1561).

### XVIIIesiècle
- 1732 : André-Charles Boulle, ébéniste, sculpteur, fondeur, ciseleur, doreur, peintre et dessinateur français (° 10 novembre 1642).
- 1744 : John Theophilus Desaguliers, scientifique britannique (° 12 mars 1683).
- 1784 : François-Alexandre de La Chenaye-Aubert, écrivain français (° 17 juin 1699).
- 1788 : Pasquale Acquaviva d’Aragona, cardinal italien (° 3 novembre 1718).
- 1796 : Marie-Anne Botot Dangeville, comédienne française (° 29 décembre 1714).

### XIXesiècle
- 1848 : Louis-François Lejeune, peintre et militaire français (° 3 février 1775).
- 1856 : saint Auguste Chapdelaine, prêtre-missionnaire français général piémontais ayant servi dans l'armée française (° 6 janvier 1814).
- 1860 : Jean Plumancy, chef de bataillon et sous-intendant français (° 14 septembre 1788.
- 1868 : 
  - Eugène Victor Adrien Grillon, homme politique français (° 15 septembre 1800).
  - Louis Ier, roi de Bavière (° 25 août 1786).
- 1872 : Aleksa Simić, homme politique serbe (° 30 mars 1800).
- 1876 : Charles-Philippe Larivière, peintre français (° 28 septembre 1798).

### XXesiècle
- 1908 : Pat Garrett, shérif américain connu pour avoir abattu Billy the Kid (° 5 juin 1850).
- 1916 : Alexandra Frosterus-Såltin, artiste peintre finlandaise (° 6 décembre 1837).
- 1924 : Emily Ruete, princesse allemande de Zanzibar et d'Oman (° 30 août 1844).
- 1928 : Adolphe Appia, décorateur et metteur en scène suisse, pionnier des théories du théâtre moderne (° 1er septembre 1862).
- 1932 : Giuseppe Vitali, mathématicien italien (° 26 août 1875).
- 1944 :
  - Félix Fénéon, critique d'art, journaliste et directeur de revues français (° 22 juin 1861).
  - Pehr Evind Svinhufvud, président de Finlande (° 15 décembre 1861).
- 1952 : Albert Clouard, peintre et un poète français (° 3 avril 1866).
- 1960 : Amadeo Sabattini, pharmacien, médecin et homme politique argentin (° 29 mai 1892).
- 1964 : Frank Albertson, acteur américain (° 2 février 1909).
- 1972 : Pauline de Broglie, comtesse de Pange, femme de lettres française jurée du prix Femina (° 5 février 1888).
- 1980 :
  - Ygal Allon, homme politique israélien (° 10 octobre 1918).
  - Gil Elvgren artiste américain (° 15 mars 1914).

### XXIesiècle
- 2008 :
  - Sergio Corrieri, acteur et directeur de théâtre cubain (° 2 mars 1938).
  - Alain Gottvallès, nageur français (° 22 mars 1942).
- 2012 : Davy Jones, chanteur, acteur et scénariste britannique issu de la troupe des Monkees (° 30 décembre 1945).
- 2024 : 
  - Brian Mulroney, homme politique canadien, premier ministre du Canada de 1984 à 1993 (° 20 mars 1939).
  - Paolo Taviani, cinéaste italien ayant reçu la Palme d’Or reçu à Cannes en 1977 pour le film Padre padrone (° 8 novembre 1931)[13].
  - David Bordwell, auteur et théoricien du cinéma américain (° 23 juillet 1947).
  - Ruth Henig, historienne et politicienne britannique (° 10 novembre 1943)
  - Ali Hassan Mwinyi, homme d'État tanzanien (° 8 mai 1925)
  - Paul Vachon, lutteur québécois (° 7 octobre 1937)

## Célébrations
- Depuis 2002, le dernier jour de février est la journée internationale consacrée à la sensibilisation aux maladies rares[14]. Une fois tous les quatre ans, cette journée tombe donc un 29 février.
- République du Congo, Malawi, Rwanda, et d'autres pays d'Afrique centrale : « bamakolele », journée où les habitants ont pour tradition de mouiller une personne aimée avec un mélange d'eau, de boue et de jus afin de lui apporter prospérité et fertilité.
- France : parution du journal français quadriennal La Bougie du Sapeur. Le sapeur Camember de son auteur Christophe est en effet né éditorialement un 29 février (voir plus haut), ce qui lui a valu très logiquement une incorporation militaire l'année de son cinquième anniversaire.

### Saints des Églises chrétiennes

#### Saints des Églises catholiques et orthodoxes
Saints des Églises catholiques et orthodoxes :
- Jean Cassien (Ve siècle), ou Cassien de Marseille - date orientale ; fêté le 23 juillet en Occident.
- Hilaire († 468), 46e pape, fêté le 28 février, en année non bissextile.
- Oswald de Worcester († 992), moine à l'abbaye de Fleury puis évêque de Worcester et de York, fêté le 28 février en année non bissextile.

#### Saints et bienheureux des Églises catholiques
Saints et bienheureux des Églises catholiques :
- Antoinette de Florence († 1472), bienheureuse religieuse clarisse italienne, fêtée le 28 février en année non bissextile.
- Auguste Chapdelaine († 1856), prêtre des missions étrangères de Paris, martyr en Chine, fêté le 28 février en année non bissextile.

#### Saints orthodoxes du jour (aux dates éventuellement"juliennes"/ orientales)
Saints des Églises orthodoxes :
- Germain († vers 410), Germain de Dobroudja, moine, abbé et compagnon de Jean Cassien.

### Prénoms du jour[Où?]
Bonne fête aux Auguste, Agosto, August, Augusto, Augustus, et leurs féminins Augusta, Augustine, même si les Augustin sont plutôt fêtés les 27 mai et 28 août, annuellement.
Et aussi aux Antoinette, Antonieta, Antonietta, etc.

## Traditions et superstitions

### Dictons
La superstition paysanne jugeait ce jour embolismique, qui a pu clore d'anciennes années du calendrier julien avant 1582 en France, funeste pour le bétail et les récoltes, d'où ces dictons :
- « En l’année bissextile, garde du blé pour l’an qui suit. »[17]
- « L’année bissextile soyez fin, semez du chanvre au lieu du lin. »[18]
- « N’aie nulle peur de l’année bissextile, mais de celle d’avant et de celle d’après. »[19]

### Astrologie
- Signe du zodiaque : 11e jour du signe astrologique des Poissons en cas d'année bissextile.

### Edition
La Bougie du sapeur est un journal périodique humoristique français qui paraît tous les 29 février depuis 1980.

## Toponymie
Les noms de plusieurs voies, places, sites ou édifices de pays ou régions francophones contiennent cette date sous différentes graphies : voir Vingt-Neuf-Février .

## Fictions
Par erreur en 1974 dans le deuxième épisode de la mini-série télévisée, Deux ans de vacances, on entend le capitaine Hull noter dans son journal de bord la date du "29 février 1882". Or à la différence des années 1880 et 1884, l'an 1882 n'était pas bissextile et ne pouvait donc comprendre la journée du 29 février.